# 田上真里奈
田上 真里奈（たのうえ まりな、1991年9月28日 - ）は、日本の女優。
福岡県出身。身長155cm。特技はクラシックバレエ、ジャズダンス、タップダンスなど。

## 略歴
子役として劇団四季ミュージカルや東宝ミュージカルに出演していた経験がある。
高校1年生のときに読んだ『アンネの日記』の影響を受け、劇団ひまわりに入団。
その後大学受験のために上京し、舞台を中心に、声や映像などの役者として活動している。
2019年に砂岡事務所を退所、2020年よりmitt managementに所属。2025年5月31日をもってmitt managementを退所し、フリーとなった。

## 出演

### 舞台
2011年以前
- 東宝ミュージカル「王様と私」（2000年）
- ライオン・キング（ - 2003年） - ヤングナラ 役
- サウンド・オブ・ミュージック（2004年） - ルイーザ 役
- 十二国記（2009年）
- 劇団ひまわり「ロミオとジュリエット」 - ジュリエット 役
- 劇団ひまわり公演「楽屋」 -流れ去るものはやがてなつかしき-（2010年） - 女優D 役
- 劇団ひまわりミュージカル「モモ」（2011年） - モモ 役
- 劇団ひまわり「アンネ（アンネの日記より）」（2011年） - アンネ 役
- ペリクリーズ 〜船上の宴〜（2011年） - マリーナ 役

2012年
- 劇団ひまわり シアターカンパニーSmash「掌の宇宙 六十周年を手で寿ぐ」（4月4日 - 8日、シアター代官山）
- アンネ（8月25日 - 26日、船橋公演・船橋市民文化ホール / 9月8日 - 9日、埼玉公演・プラザイーストホール） - アンネ 役
- サクラ大戦奏組 〜雅なるハーモニー〜（11月1日 - 11日、スペース・ゼロ） - 雅音子 役

2013年
- Moonlight Rambler 〜月夜の散歩人〜（7月19日 - 22日、俳優座劇場 / 8月8日 - 11日、きゅりあん小ホール） - 坂本 役
- サクラ大戦奏組 〜薫風のセレナーデ〜（9月19日 - 23日、天王洲 銀河劇場） - 雅音子 役

2014年
- PERSONA3 the Weird Masquerade 〜青の覚醒〜（1月8日 - 12日、シアターGロッソ） - 山岸風花 役

- PERSONA3 the Weird Masquerade 〜群青の迷宮〜（9月16日 - 23日、シアター1010） - 山岸風花 役

- ミュージカル「銀河鉄道の夜」（11月23日、相模女子大学グリーンホール(相模原市立文化会館) 大ホール） - ジョバンニ 役

2015年
- ミュージカル薄桜鬼 藤堂平助 篇 （1月10日 - 12日、京都劇場 / 1月17日 - 25日、六本木ブルーシアター）- 雪村千鶴 役
- ぷよぷよ オンステージ（5月2日 - 6日、赤坂ACTシアター） - クルーク 役
- PERSONA3 the Weird Masquerade 〜蒼鉛の結晶〜（6月4日 - 13日、シアターGロッソ） - 山岸風花 役
- ミュージカル八犬伝―東方八犬異聞―（8月14日 - 23日、シアターサンモール）- 浜路 役

2016年
- おん・すてーじ「真夜中の弥次さん喜多さん」（1月10日 - 17日、シアターGロッソ / 1月22日 - 24日、サンケイホールブリーゼ） - バーテンダーの妻 役
- ナイスコンプレックスN24「キミが読む物語」（2月24日 - 29日、あうるすぽっと） - 山内水葉 役
- 浪漫活劇譚「艶漢」（3月30日 - 4月3日、シアターサンモール） - 六口 役
- ジョ―＆マリ プロジェクト「熱闘!! 飛龍小学校☆パワード」（6月18日 - 26日、シアターサンモール） - 五十嵐マリ 役
- 七夕ジャンクション～昭和篇～「探偵遊戯と優しいウソ」（8月3日 - 7日、博品館劇場） - 寺島りさ / 今泉めぐ 役
- 歌謡倶楽部「艶漢」（8月19日 - 21日、サンシャイン劇場） - 六口 役
- ミュージカル八犬伝―東方八犬異聞― 二章（11月23日 - 27日、全労済ホール スペース・ゼロ） - 浜路 役

2017年
- 少年社中 第33回公演舞台「アマテラス」（2月3日 - 13日、紀伊国屋ホール） - アマテラス 役
- PERSONA3 the Weird Masquerade 藍の誓約／碧空の彼方へ（4月14日 - 23日、シアターGロッソ） - 山岸風花 役
- ドラマリーディング日本文学名作選 vol. 4 「三四郎／門」（5月6日、紀伊國屋サザンシアター） - 里見美禰子 役
- 厨病激発ボーイ（6月8日 - 18日、CBGKシブゲキ!!） - 聖瑞姫 役
- 朗読劇「陰陽師」～藤、恋せば 篇～（7月16日 - 17日、新宿FACE） - 蜜虫 役
- 超進化ステージ「デジモンアドベンチャーtri. 〜8月1日の冒険〜」（8月5日 - 13日、六本木ブルーシアター） - 太刀川ミミ 役
- 止まれない12人（8月30日 - 9月3日、シアターサンモール） - 渡辺あゆみ 役
- 浪漫活劇譚「艶漢」第二夜（12月13日 - 17日、六本木・俳優座劇場） - 六口 役

2018年
- 舞台「モブサイコ100」（1月6日 - 14日、天王洲 銀河劇場） - 暗田トメ 役
- リーディング公演「独立記念日」Vol.2（2月3日、CARATO71）
- 冬の四重奏〜4名の演出家によるオムニバス朗読劇〜（2月7日 - 11日、全労済ホール スペース・ゼロ） - 「深海のカンパネルラ」 深海ひみか / 車掌 役
- img Act1「The Entertainer〜新しき旗〜」（3月1日 - 5日、シアターグリーンBIG TREE THEATER） - リンダ 役
- 歌謡倶楽部「艶漢」第二幕（4月11日 - 15日、東京キネマ倶楽部） - 六口 役
- 乃木坂46版 ミュージカル「美少女戦士セーラームーン」（6月公演：6月8日 - 24日、天王洲 銀河劇場 / 9月公演：9月21日 - 30日、TBS赤坂ACTシアター） - 海野ぐりお 役
- BRAVE10〜燭〜（7月26日 - 29日、なかのZERO 大ホール） - 万華 役
- 変わり咲きジュリアン（8月22日 - 26日、あうるすぽっと） - ジュリアン 役
- 舞台「モブサイコ100」～裏対裏～（9月13日 - 17日、天王洲 銀河劇場 ／ 9月20日 - 23日、新神戸 オリエンタル劇場） - 暗田トメ 役（映像出演）
- 音楽劇「Love's Labour's Lost」 （11月17日 - 25日、CBGKシブゲキ!!） - ロザライン 役

2019年
- MASHIKAKU CONTE LIVE「ユニコーン」（1月9日 - 13日、博品館劇場）
- 舞台「やがて君になる」（5月3日 - 12日、全労済ホール スペース・ゼロ） - 箱崎理子 役
- ミュージカル「少女革命ウテナ～深く綻ぶ黒薔薇の～」（6月29日 - 7月7日、シアターGロッソ） - 薫梢 役
- 乃木坂46版 ミュージカル「美少女戦士セーラームーン」2019（東京公演：10月10日 - 14日、TOKYO DOME CITY HALL / 上海公演：11月22日 - 24日、上海美琪大戯院（MAJESTIC THEATRE）） - 海野ぐりお 役
- 【詠み人知らず】三十一文字で君に贈る僕の全て（12月5日 - 15日、神保町花月） - 紅井圭 役

2020年
- アサルトリリィ League of Gardens（1月9日 - 15日、新宿FACE） - 戸田・エウラリア・琴陽 役
- 舞台「デュラララ!!」～円首方足の章～（4月10日 - 18日、日本青年館ホール / 4月24日 - 26日、常滑市民文化会館 / 5月1日 - 6日、COOL JAPAN PARK OSAKA WWホール） - 狩沢絵理華 役 ※公演中止
- 舞台「アイとアイザワ」（7月4日 - 12日、シアターグリーンBIG TREE THEATER） - 明石家アイ 役
- アサルトリリィ The Fateful Gift（9月3日 - 13日、東京建物 Brillia HALL） - 戸田・エウラリア・琴陽 役
- 舞台「幽☆遊☆白書」其の弐（12月4日 - 15日、品川プリンスホテル ステラボール / 12月18日 - 20日、COOL JAPAN PARK OSAKA WWホール / 12月23日 - 30日、京都劇場） - 雪菜 役

2021年
- CONTE STAGE「路地裏の猫」（1月15日 - 17日、下北沢 Geki地下Liberty）※公演中止
- 「私の道しるべ」プロジェクトvol.1（2月6日・8日・10日・11日・13日、新宿サンモールスタジオ） - アルク 役
- 「私の道しるべ」プロジェクトvol.2（4月9日 - 11日、シアター風姿花伝） - 「ジンセイゲーム」　GOD 役
- リーディングシアターVol.2「RAMPO in the DARK」（6月10日、神田明神ホール）
- 舞台「デュラララ!!」～円首方足の章～（8月1日 - 7日、日本青年館ホール / 8月13日 - 15日、名古屋文理大学文化フォーラム（稲沢市民会館）大ホール / 8月20日 - 22日、COOL JAPAN PARK OSAKA WWホール） - 狩沢絵理華 役
- アサルトリリィ 御台場女学校 -The Singular Ability-（8月20日 - 29日、紀伊国屋ホール） - 戸田・エウラリア・琴陽 役（声の出演）
- 舞台「血界戦線」Blitz Along Alone（10月22日 - 31日、天王洲 銀河劇場 / 11月4日 - 7日、梅田芸術劇場 シアター・ドラマシティ） - ルシアナ・エステヴェス 役
- 舞台「終末のワルキューレ」〜The STAGE of Ragnarok〜（11月27日 - 12月5日、こくみん共済 coopホール/スペース・ゼロ） - ゲル 役

2022年
- アサルトリリィ Lost Memories（1月20日 - 30日、サンシャイン劇場） - 戸田琴陽 役
- アサルトリリィ 御台場女学校 -The Empathy Phenomenon-（2月17日 - 28日、紀伊國屋サザンシアター） - 弘瀬湊 役
- ミュージカル「ロミオの青い空」（3月31日 - 4月3日、東京建物 Brillia HALL） - ビアンカ 役
- 朝シェイクスピア「30分でわかるマクベス」（4月23日 - 24日、Mixalive TOKYO 「Hall Mixa」） - ゲスト出演
- 舞台「SHAPE」（6月15日 - 20日、新宿シアターモリエール） - 中川ユイ 役
- DINO-A-LIVE PREMIUM TIME DIVER 夏休みスペシャル（7月23日 - 9月11日、IHIステージアラウンド東京） - みらい君 役
- 舞台「炎炎ノ消防隊」-地下からの奪還-（9月17日 - 25日、サンシャイン劇場 / 9月29日 - 10月2日、京都劇場） - ハウメア 役
- 音楽劇「まほろばかなた」（10月28日 - 11月6日、天王洲 銀河劇場） - 文 役
- 舞台「やがて君になる」encore（11月25日 - 12月4日、品川プリンスホテルクラブex） - 箱崎理子 役

2023年
- 舞台「リコリス・リコイル」（1月7日 - 15日、天王洲 銀河劇場） -  春川フキ 役
- MASHIKAKU CONTE LIVE Vol.3 「ハイスタンダード」（2月22日 - 26日、博品館劇場）
- 舞台「炎炎ノ消防隊」-五つ目の柱-（3月24日 - 26日、メルパルクホール大阪 / 3月29日 - 4月2日、天王洲 銀河劇場） - ハウメア 役
- WBB vol.22「スパイのスパイス」（5月13日 - 21日、あうるすぽっと）- 火浦美琴 役
- 4S企画vol.1 ミュージカル「人間ライブラリ」（8月9日 - 13日、上野ストアハウス）- レイ 役
- フライドBALL企画vol.60 「月は見えているか」（8月30日 - 9月3日、新宿THEATER BRATS） - SUN 役/さくら 役
- 舞台「ティアムーン帝国物語〜断頭台(ギロチン)姫on the stage〜」（11月9日 - 16日、飛行船シアター） - クロノ 役
- 桜花浪漫堂 朗読劇「人間失格・紅」（12月9日 - 10日、飛行船シアター） - ヨシ子 役
- 舞台「らぶフォー the stage -DIVINE 爆誕!-」-（12月21日 - 25日、スペース・ゼロ）- 彩 役

2024年
- WBB × ドラゴンクエストX「冒険者たちのホテル～ドラゴンクエストXに集いし仲間たち～」（2月7日 - 12日、品川プリンスホテル クラブeX）- 藤澤絵里 役
- 舞台「モノノ怪～座敷童子～」（3月21日 - 24日・4月4日 - 7日、IMM THEATER／3月29日 - 31日、COOL JAPAN PARK OSAKA WWホール） - ステ 役
- 舞台「リコリス・リコイル」Life won't wait.（6月7日 - 16日、シアターGロッソ） - 春川フキ 役
- 「火の鳥」連載70周年記念 サルメカンパニー特別公演「猿女版 火の鳥〜鳳凰篇〜」（7月18日 - 21日、東京芸術劇場 シアターウエスト） - 速魚 役
- GORIZO STAGE Vol.8「天才的脱兎 再演」（8月16日 - 25日、浅草九劇）- 小山内笹見 役
- 舞台「鴨乃橋ロンの禁断推理」（11月1日 - 4日、日本青年館ホール／11月9日・10日、サンケイホールブリーゼ） - 卯咲もふ 役
- 演劇【推しの子】2.5次元舞台編（12月13日 - 22日、シアターH／12月26日 - 29日、梅田芸術劇場 シアター・ドラマシティ） - 鮫島アビ子 役

2025年
- 『ワールドトリガー the Stage』B級ランク戦最終決戦編（4月12日 - 20日、日本青年館ホール／4月24日 - 27日、COOL JAPAN PARK OSAKA WWホール／5月2日 - 11日、シアターH） - 帯島ユカリ 役
- Belleville（9月3日 - 9日〈予定〉、すみだパークシアター倉） - アビー 役
- CCCreation Presents「近松心中物語」（10月18日 - 26日〈予定〉、KAAT神奈川芸術劇場 大スタジオ）

### 配信作品
- オンライン朗読劇「葉桜と魔笛」（2020年10月19日）
- RANPO chronicle 妄想博覧会（2021年3月18日 - 20日）- 「人間椅子」 椅子二 役 /「日記帳」 女 役
- ネット怪談×百物語 シーズン8[73]、シーズン9[74]、ファイナル[75]（2021年） - かりん 役

### テレビアニメ
- デュラララ!!×2 転（2015年） - 間宮愛海 役[76]
- デュラララ!!×2 結（2016年） - 間宮愛海 役
- 闇芝居 5期[77]（2017年）
- 闇芝居 6期[78]（2018年）

### 劇場アニメ
- ポッピンQ（2016年） - ポコン 役[79]
- 劇場版 マジンガーZ / INFINITY（2018年） - 子供 役
- わんだふるぷりきゅあ!ざ・むーびー! ドキドキ♡ゲームの世界で大冒険!（2024年） - ウェイタータヌキ 役

### OVA
- デジモンアドベンチャー tri. 第5章「共生」[80]（2017年）

### 吹き替え
- HAWAII FIVE-0 シーズン3（2013年）

### ゲーム
- 三国志ものがたり（2016年） - 厳顔 役[81]
- Caligula ‐カリギュラ‐（2016年） - 宇佐美千佳 役
- ロードス島戦記オンライン（2016年） - エニス 役
- 幻想少女（2017年） - 小喬 役
- Caligula Overdose -カリギュラ オーバードーズ-（2018年） - 宇佐美千佳 役
- 英雄伝説 界の軌跡 -Farewell, O Zemuria-（2024年） - シスター・オルテシア／青年女性／４０代女優役

### ボイスコンテンツ
- おちゃのこ - 六条紡麦 役

### ラジオ
- 阿澄佳奈 星空ひなたぼっこ（2013年12月16日放送）
- A&G ARTIST ZONE 鷲崎健の2h（2014年5月2日放送）
- 阿澄佳奈 星空ひなたぼっこ（2014年8月11日放送）
- 人生道でも飯田里穂（2015年11月28日放送）
- 寿美菜子のラフラフ（2015年11月28日放送）
- RadioポッピンQ　～ほんのすこし面白くする、それだけで世界は変わる～（第11回）
- アニちゅん♥Fukuoka（2016年12月8日）
- 阿澄佳奈 星空ひなたぼっこ（2017年4月10日放送）

### Web配信番組
- 楽屋の神様（ニコニコ生放送）
- 3CAN詩音（ニコニコ動画（セカンドショットチャンネル））
- POP IN Q 時の谷 de 生放送（ニコニコ生放送：2016年 - 2017年、全5回）
- まけんグミTHE☆TV「西葉瑞希のひとりでできない！？もん！」
- まほチャンネル#50 記念すべき通過点SP！（ニコニコ生放送）

### テレビドラマ
- 私は一本の木に恋をした（2008年、福岡放送） - 高野亜弥 役
- おん・てぃーびー真夜中の弥次さん喜多さん（2016年、TOKYO MX） - バーテンダーの妻 役

### 映画
- アントキノイノチ（2011年）
- Green Flash（2015年）

### CM
- JR九州「鹿児島スイッチ 温泉峠」編（2008年）
- 伊予銀行（2008年）
- 富士住建「おかえりなさい」編（2015年）
- ファミリーマート「ファミマ春フェスタ2015」（2015年）
- JCBカード W（2019年、WebCM）

### ミュージックビデオ
- ZAQ「Serendipity[82]」（2016年）
- ZYUN.「最初を見逃した映画みたいなこの世界で〜emotion rain〜[83]」（2018年）

### その他
- ショートフィルム「47seconds」※山田智和監督作品『WIRED Criative Huck Award 2013』グランプリ受賞作品
- ジーンズ第1回公演「ジーンズの旅行狂時代」 - 振付
- ジーンズ第2回公演「ジーンズのテクノ・タイムス」- 振付
- Trefle「風吹く朝に…」- 作詞・振付
- 浪漫活劇譚「艶漢」第四夜 - 振付アシスタント[84]
- Microphone soul spinners「BATTLE ON THE T.O.P」- 振付
- Microphone soul spinners「Microphone soul spinners!」- 振付
- TBSラジオ「ラジオシアター〜文学の扉」 - 番組ブログ担当
- ComicFestaアニメZone 更科昴くんの命令は絶対!! - 山吹真知 役
- はじまりの、役者100人展
- PERSONA3 the Weird Masquerade～青の祝宴～
- 映画「ポッピンQ」公式ファンミーティング－卒業編－ 阿佐ヶ谷からPOP IN！
- PERSONA3 the Weird Masquerade～青のホームルーム～
- 歌謡倶楽部『艶漢』第二幕 幻灯町 春の宴
- 『超進化ステージ「デジモンアドベンチャー tri.」～8月1日の冒険～』 DVD発売記念イベント
- “Gomoto Lightning！”1周年記念オンラインイベント『郷本祭』
- 渡辺和貴×宮垣祐也×倉本発×塩澤英真　with 田上真里奈　再会の奏
- 「アサルトリリィ・私立ルドビコ女学院・御台場女学校」上映会＆トークショー
- 舞台「やがて君になる」encore Blu-ray＆DVD 発売イベント

## ユニット活動

### Trefle
活動の詳細は『Trefle』を参照。

#### ラジオ
- A&G Girls Project Trefle（超!A&G+：2013年4月6日 - 2015年7月4日）

#### Web配信番組
- Trefle-TV（ニコニコ動画（セカンドショットチャンネル）：2015年 - 2016年）※第3回よりメインMC

### Microphone soul spinners
『言霊少女プロジェクト』内バーチャルラップユニット。
2019年に開催された、言霊少女バーチャルラップユニットオーディションにて与謝野詩歌のキャラクターソウルに選ばれる。
活動の詳細は『言霊少女プロジェクト』を参照。

#### Webアニメ
- 言霊少女 the Animation -Microphone soul spinners-

#### ラジオ
- 言霊少女 presents ソウスピラジオ♪（響 - HiBiKi Radio Station -：2019年11月12日 - ）

#### キャラクターソング
| 発売日  | 商品名                           | 歌                       | 楽曲                                                   | 備考                           |
| 2020年  | 2020年                           | 2020年                   | 2020年                                                 | 2020年                         |
| ------- | -------------------------------- | ------------------------ | ------------------------------------------------------ | ------------------------------ |
| 2月26日 | 言霊少女プロジェクト03「Shiika」 | 与謝野詩歌（田上真里奈） | 「黒髪Liberation」 「Microphone soul spinners! Ver.S」 | 『言霊少女プロジェクト』関連曲 |